# Seľany
Seľany (do roku 1973 Selany;maďarsky Szelény) je obec v okrese Veľký Krtíš. Obec se nachází v Ipeľské kotlině, která je součástí většího celku Jihoslovenská kotlina, na jihovýchodním okraji Krupinské planiny. Leží cca 19 km jihozápadně od Veľkého Krtíše, 2 km severně od Kamenných Kosih a 2 km severovýchodně od Širákova.
V katastrálním území obce je 10 metrů dlouhá jeskyně zvaná Prievanová Diera.

## Historie
První písemná zmínka o obci pochází z roku 1268, kdy byla uvedena jako Zelen. Do roku 1918/1919 patřila obec, která byla tehdy v Hontské župě, k Uhersku, poté k Československu, dnes Slovensku. Kvůli prvnímu vídeňskému arbitrážnímu nálezu byla v letech 1938 až 1944 součástí Maďarska. V roce 2011 (podle sčítání lidu) žilo v Seľanech 204 obyvatel, z toho 111 Slováků, 92 Maďarů a jeden Čech.